# Радома
Радома (слч. Radoma) насељено је мјесто са административним статусом сеоске општине (слч. obec) у округу Свидњик, у Прешовском крају, Словачка Република.

## Становништво
| Година:    | 1994. | 2004.   | 2014.   | 2024.   |
| ---------- | ----- | ------- | ------- | ------- |
| Број људи: | 426   | 439     | 435     | 425     |
| Разлика:   |       | +3,05 % | -0,91 % | -2,29 % |

| Година:    | 2023. | 2024.   |
| ---------- | ----- | ------- |
| Број људи: | 422   | 425     |
| Разлика:   |       | +0,71 % |

Према подацима о броју становника из 2024. године насеље је имало 425 становника.